# UFC 178
UFC 178: Johnson vs. Cariaso fue un evento de artes marciales mixtas celebrado por Ultimate Fighting Championship el 27 de septiembre de 2014 en el MGM Grand Garden Arena en Las Vegas, Nevada.

## Historia
El evento estaba encabezado por una pelea por el Campeonato de Peso Semipesado entre el actual campeón Jon Jones y el sueco Alexander Gustafsson, en lo que sería la revancha de UFC 165, pero una lesión de este último le apartó del combate siendo sustituido por Daniel Cormier. Sin embargo, Jones se lesionó e hizo que la UFC aplazase el combate para UFC 181. Tras la lesión de Jones, el combate estelar contó con el campeón del peso mosca Demetrious Johnson defendiendo su título frente a Chris Cariaso.
El evento coestelar fue el enfrentamiento entre Donald Cerrone y el dos veces campeón del peso ligero de Bellator Eddie Alvarez.
Este evento también contó con el regreso del excampeón del peso gallo Dominick Cruz, quien se enfrentó a Takeya Mizugaki.
Jorge Masvidal y Bobby Green fueron programados originalmente para enfrentarse en este evento. Sin embargo, el 14 de agosto, el UFC anunció que Green se enfrentaría a Donald Cerrone y Masvidal contra James Krause.
Tras más de un año sin pelear, Cat Zingano hizo su regreso frente a Amanda Nunes.

## Resultados
1. ↑  Por el Campeonato de Peso Mosca de UFC.

## Premios extra
Cada peleador recibió un bono de $50,000.
- Pelea de la Noche: Tim Kennedy vs. Yoel Romero
- Actuación de la Noche: Conor McGregor y Dominick Cruz